# Rauschminze
Die Rauschminze (Lagochilus inebrians), auch bekannt als Berauschendes Hasenlippenkraut oder Turkestanminze, ist eine Pflanzenart aus der Gattung Lagochilus innerhalb der Familie der Lippenblütengewächse (Lamiaceae).

## Beschreibung

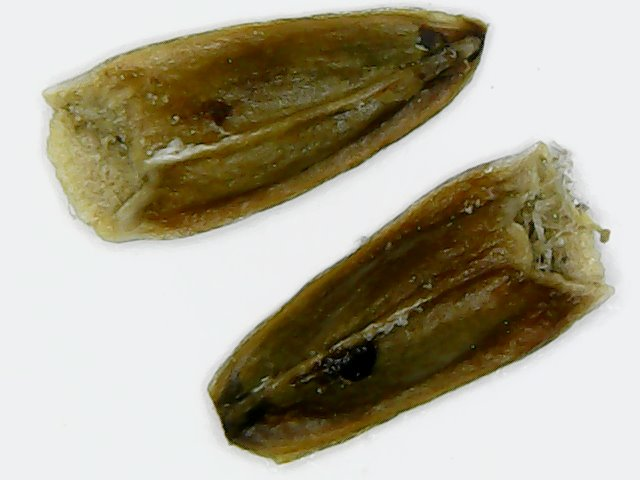
Klausen

### Vegetative Merkmale
Die Rauschminze ist ein laubabwerfender Halbstrauch, der Wuchshöhen von bis zu 0,8 bis 1 Metern erreicht. Die Stängel sind teils drüsig behaart.
Die gegenständig angeordneten Laubblätter sind gestielt oder sitzend. Der Blattstiel ist rinnig oder geflügelt. Die einfachen Blattspreiten sind mehr oder weniger drüsig behaart und spatel- bis verkehrt-eiförmig, teils gelappt oder grob gezähnt bis ganzrandig.

### Generative Merkmale
Die wenige sitzende Blüten befinden sich jeweils in Scheinquirlen. Es sind steife, grannenförmige, teils drüsig behaarte Tragblätter vorhanden.
Die zwittrige Blüte ist zygomorph und fürfzählig mit doppelter Blütenhülle. Der trichterförmige, behaarte und rippige Kelch besitzt spreizende, stachelspitzig, dreieckige Zipfel. Die weiße bis rosafarbene Blütenkrone ist zweilippig. Die obere, außen behaarte Lippe besitzt zwei kurze Lappen, die untere drei längere Lappen und einen längeren Mittellappen.
Die kahlen Klausen sind bei einer Größe von 4 bis 5 Millimetern keilförmig.

## Vorkommen
Die Rauschminze gedeiht in den Steppen Turkestans, Turkmenistans und Usbekistans. Sie gedeiht am besten auf sandigen bis lehmigen, alkalischen Böden an vollsonnigen, trockenen bis feuchten Standorten.

## Taxonomie
Die Erstbeschreibung von Lagochilus inebrians erfolgte 1852 durch Alexander von Bunge in Beitrag zur Kenntniss der Flora Russlands und der Steppen Central-Asiens, Seite 262.

## Verwendung
Die im Herbst geernteten und getrockneten bzw. gerösteten vegetativen Pflanzenteile und die Blüten werden als Tee aufgebrüht, der aufgrund des bitteren Geschmacks mit Honig oder Zucker gesüßt wird. Er wird von Turkmenen, Usbeken, Tataren und Tadschiken traditionell konsumiert. Dieser Tee bewirkt eine milde Euphorie, dient aber auch als Beruhigungsmittel. In der russischen Volksmedizin werden auch Allergien, Blutgerinnsel und Hauterkrankungen mit Lagochilus inebrians behandelt. In den Pflanzenteilen sind das Diterpen Lagochilin enthalten. Der Gehalt des Wirkstoffes kann schwanken, im Durchschnitt enthält die Trockenmasse 3 % Lagochilin.

## Rechtslage
In Deutschland unterliegt Rauschminze nicht dem BtMG.